# Rex Warner
Reginald Ernest Warner, conosciuto come Rex Warner (Birmingham, 9 marzo 1905 – Wallingford, 24 giugno 1986), è stato uno scrittore e traduttore britannico.
È conosciuto soprattutto per il suo romanzo The Aerodrome (1941), un'allegoria politica. Warner fu descritto da Victor Sawdon Pritchett come «l'unico scrittore dalle idee eccezionali che il decennio delle idee produsse»".

## Biografia
Reginald Ernest Warner nacque nel 1905 a Birmingham, ma passò la maggior parte della sua giovinezza nel Gloucestershire, dove suo padre esercitava come sacerdote. Fu educato presso la St. George's School di Harpenden, e poi al Wadham College di Oxford, dove collaborò con W. H. Auden, Cecil Day Lewis e Stephen Spender alla pubblicazione dell'Oxford Poetry. Nel 1925 si diplomò in letterature classiche e nel 1928 ottenne la laurea in letteratura inglese. Esercitò la professione di insegnante, per un certo tempo anche in Egitto.
La prima storia scritta da Warner, Holiday fu pubblicata nel New Statesman nel 1930. La sua prima raccolta, Poems, apparve nel 1937. In particolare, la poesia Arms in Spain, una satira riguardante il sostegno fornito dal nazismo e dal fascismo ai nazionalisti spagnoli, è stata ristampata più volte. Contribuì inoltre al Left Review.
Warner era un grande ammiratore di Franz Kafka e la sua narrativa ne venne «profondamente influenzata». 
I primi tre romanzi di Warner riflettono le sue convinzioni antifasciste: The Wild Goose Chase è in parte una fantasia distopica nella quale un governo tirannico viene eroicamente abbattuto. Il suo secondo romanzo, The Professor, pubblicato durante l'Anschluss nazista, è la storia di un accademico di idee liberali che viene arrestato e imprigionato da un governo repressivo, e successivamente ucciso «durante un tentativo di evasione». I critici dell'epoca trovarono parallelismi con i leader austriaci Engelbert Dollfuss e Kurt Schuschnigg.

Nonostante l'iniziale simpatia di Warner nei confronti dell'Unione Sovietica, «il Patto Molotov-Ribbentrop gli tolse ogni illusione riguardo al comunismo».
The Aerodrome è un romanzo allegorico nel quale il giovane protagonista si trova ad affrontare la disgregazione delle sue certezze riguardo alle persone a lui care, e viene posto di fronte alla scelta tra la vita quotidiana e profondamente “umana” del suo villaggio e la vita pura, efficiente ed emotivamente distaccata dell'aviatore. The Times descrisse The Aerodrome come «il romanzo meglio riuscito di Warner».
Why Was I Killed? (1943) è una fantasia a sfondo pacifista sulla vita dopo la morte.
Successivamente Warner abbandonò l'allegoria contemporanea in favore del romanzo storico sull'antica Grecia e l'antica Roma. In particolare, nel 1960 il suo Imperial Caesar vinse il premio James Tait Black Memorial per la letteratura; il romanzo ricevette inoltre le lodi di John Davenport, che lo definì «deliziosamente perspicace e divertente», e di Storm Jameson che ne disse: «geniale e intelligente senza stancare mai. Ha veramente tutto». The Converts, un romanzo su Sant'Agostino, testimonianza dell'interesse di Warner nei confronti del cristianesimo, interesse accresciutosi nel tempo.
Durante la seconda guerra mondiale, Warner prestò servizio nella Home Guard britannica. Dal 1945 al 1947 fu il direttore del British Institute ad Atene. Fu per lui il periodo di maggior produzione di traduzioni dagli autori greci e latini. La sua traduzione de La guerra del Peloponneso di Tucidide vendette più di un milione di copie. Tradusse inoltre George Seferis (Poems of George Seferis, 1960).
In un'intervista per il libro Authors Take Sides on Vietnam, Warner affermò che l'esercito americano avrebbe dovuto ritirarsi dall'Indocina.
Successivamente ottenne la cattedra di lettere classiche al Bowdoin College (1961) e fu poi professore all'università del Connecticut per undici anni a partire dal 1962.
Warner si sposò tre volte. Il suo primo matrimonio fu nel 1929 con Frances Chamier Grove, dalla quale divorziò dopo quasi vent'anni.
Nel 1949 sposò Lady Barbara Rothschild, ex moglie del barone Victor Rothschild.
Dopo il suo secondo divorzio, Rex Warner, nel 1966, risposò la sua prima moglie.
Morì a Wallingford (Oxfordshire) nel 1986.

## Opere

### Romanzi
- La caccia all'Oca selvatica (The Wild Goose Chase) (1937)
- The Professor (1938)
- L'aerodromo (The Aerodrome) (1941)
- Why Was I Killed? (1943)
- Men of Stones; A melodrama (1949)
- Escapade (1953)
- Il giovane Cesare (Young Caesar) (1958)
- Cesare imperiale (Imperial Caesar) (1960)
- Pericles the Athenian (1963)
- The Converts (1967)

### Poesie
- Poems (1937)
- Poems and Contradictions (1945)
- New Poems 1954 (con Laurie Lee e Christopher Hassall) (1954)

### Saggi
- The Kite (1936)
- We're Not Going To Do Nothing: A reply to Mr. Aldous Huxley's pamphlet “What are you going to do about it?” (1936) (con Cecil Day Lewis)
- English Public Schools (1945)
- The Cult of Power (1946)
- John Milton (1949)
- E. M. Forster (1950); seconda edizione (1960) (con John Morris)
- Men and Gods (1950)
- Greeks and Trojans (1951)
- Views of Attica (1951)
- Ashes to Ashes. A post-mortem on the 1940-51 Tests  (1951) (con Lyle Blair)
- Eternal Greece (1953) con Martin Hürlimann
- Athens (1956) con Martin Hürlimann
- The Greek Philosophers (1958)
- Look at Birds (1962)
- The Stories of the Greeks (1967)
- Athens at War (1970), in cui "riedita" la guerra del Peloponneso raccontata da Tucidide
- Men of Athens: the story of fifth century Athens (vt. The Story of Fifth Century Athens) (1972) (fotografie di Dimitrios Harissiadis)

### Traduzioni dal greco antico
- Eschilo, Prometeo incatenato (1947)
- Tucidide, Guerra del Peloponneso (1954)
- Senofonte, Elleniche e Anabasi
- Plutarco, Vite parallele e Moralia
- Euripide, Medea (1944)
- Euripide, Elena (1958)
- Euripide, Ippolito (1958)

### Traduzioni dal latino
- Guerra civile romana e guerre galliche di Cesare (1960)
- Confessioni di Sant'Agostino (1963)

### Traduzioni dal greco moderno
- On the Greek style; selected essays in poetry and Hellenism di George Seferis; tradotto da Rex Warner e T. D. Frangopoulos, con introduzione di Rex Warner (1967)

### Come curatore
- The Pilgrim's Progress di John Bunyan, (1951)
- Look up at the skies Poems and prose chosen by Rex Warner di Gerard Manley Hopkins (1972) (illustrato da Yvonne Skargon)

### Adattamenti per film e TV
Nel 1983 la BBC mandò in onda un adattamento di The Aerodrome. Era scritto da Robin Chapman e diretto da Giles Foster. Il cast comprendeva Peter Firth nel ruolo del protagonista Roy, Richard Briers come il Rettore e Jill Bennett come Eustasia.